# Marcelle Sauvageot
Pour les articles homonymes, voir Sauvageot.
Marcelle Sauvageot (née le 10 mars 1900 à Charleville en France et morte le 6 janvier 1934 à Davos en Suisse) est une professeure agrégée de littérature, écrivaine, autrice d'un texte unique, Laissez-moi.

## Biographie
Née en 1900 à Charleville (Ardennes), Marcelle Sauvageot était une professeure agrégée de lettres dans le collège de garçons de cette ville. Vers la mi-vingtaine, elle tombe malade de tuberculose et enchaîne une série de longs séjours en sanatorium : d'abord à Tenay-Hauteville dans l'Ain où elle commence son essai à la suite d'une déception amoureuse, puis plus tard à Davos, en Suisse, sa dernière demeure. Marcelle Sauvageot décède le 6 janvier 1934. Elle repose au cimetière de Trésauvaux, dans la Meuse, en Lorraine, d’où était originaire sa famille.
Elle laisse en héritage une œuvre unique. Une œuvre remise à un éditeur trois ans après son écriture, avec le soin de trouver un titre. Le texte (écrit intime, essai, roman autobiographique, ou lettre fictive ?) est diffusé dans un premier temps hors commerce, à 164 exemplaires (dont deux sur Japon, douze sur Hollande Van Gelder et 150 sur papier vélin), un an avant sa mort. Il est bien accueilli par les rares destinataires au sein de la communauté littéraire et artistique parisienne, notamment par Paul Valéry, Paul Claudel, René Crevel,, mais aussi Henri Rambaud, Robert Brasillach, Jacques de Bourbon Busset, Henri Focillon, Henri Gouhier, etc.. Le titre retenu est très sobre :  Commentaire.
L'éditeur, sollicité pour éditer réellement l'ouvrage obtient d'un autre auteur, Charles Du Bos, qu'il rédige un avant-propos, via le truchement d'Henri Rambaud. Charles Du Bos soumet cet avant-propos à Marcelle Sauvageot et pour ce faire se rend à Davos où elle est en traitement. Il l'accompagne de ce fait dans ses derniers moments, ainsi que deux amis de Marcelle Sauvageot, rencontrés l'un et l'autre à la Sorbonne bien des années auparavant, René Crevel grâce auquel elle avait fréquenté des membres du groupe surréaliste, et Jean Mouton, professeur à l’École des Hautes Études de Gand.
Dans ce livre, Marcelle Sauvageot est attentive aux murmures de l'âme, aux destructions amoureuses les plus ténues, aux faux-fuyants et ... à l'hypocrisie des hommes. « Commentaire aurait dû être une date dans la littérature féminine » écrit Clara Malraux dans ses Mémoires, « Premier livre écrit par une femme qui ne soit pas de soumission, précis comme un œil masculin, l’œil s'y pose sur l'ami-ennemi sans servilité ». Le texte est attachant par ce mélange de lucidité et de sensibilité. « Un petit volume si amer, si pur, si noble, si lucide, si élégant, si sévère et d’une tenue si haute dans son allure désolée et déchirée. On serait presque tenté de dire que c'est là un des chefs-d’œuvre de la plume féminine, » confie Paul Claudel, « s'il n'était inconvenant d'introduire une idée de littérature dans cette confession d'une fierté clairvoyante et meurtrie. ». Et le sanatorium devient sous la plume de Marcelle Sauvageot un théâtre d'ombres, pour ce monologue évoquant par exemple « ces toux incessantes qui hachent les nuits ». Puis rajoutant: « Et moi-même, je tousse en réponse pour vérifier l'état de mes poumons. Vais-je sentir ce creux, ce vide de soufflet crevé ? ».
L'ouvrage, réédité de multiples fois, a été associé à différents intitulés. Il est notamment publié en 1997 sous le titre Commentaire : récit d'un amour meurtri, et en 2004 sous le titre Laissez-moi : commentaire.
Laissez-moi a été adapté au théâtre par Elsa Zylberstein (mise en scène Laetitia Masson) et par Claire Chazal.

## Œuvre de l'auteur et principales rééditions
- Commentaire, Éditions La Connaissance, 1933
- Commentaire, avant-propos de Charles Du Bos, Éditions La Connaissance, 1934
- Commentaire, réédition avec l'avant-propos de Charles Du Bos, augmentée de pages retrouvées et de fragments posthumes recueillis par Jean Mouton, Éditions Stock, 1936 (Cette édition de 1936 par les éditions Stock est réalisée sous les auspices de Jacques Chardonne[3].)
- Commentaire, nouvelle édition augmentée de La visite de la plaine à la montagne par Jean Mouton, avec textes de Charles Du Bos et des lettres de Paul Claudel, René Crevel, Henri Focillon, Paul Valéry et Jean Peltier, Limoges, Éditions Criterion, 1986
- Commentaire : récit d'un amour meurtri, nouvelle édition augmentée de La visite de la plaine à la montagne par Jean Mouton, Limoges, éditions Criterion, 1997
- Laissez-moi : commentaire, Paris, éditions Phébus (Groupe Libella), 2004
- Laissez-moi : commentaire : récit, Paris, éditions Grand caractère, 2005
- Laissez-moi : commentaire, préface d'Elsa Zylberstein, éditions Phébus (Groupe Libella), 2009
- Laissez-moi : commentaire, préface d'Elsa Zylberstein, éditions Phébus, coll. « Libretto » no 372, 2012  (ISBN 978-2-7529-0650-2)